# Nemotelus slossonae
Nemotelus slossonae är en tvåvingeart som beskrevs av Johnson 1895. Nemotelus slossonae ingår i släktet Nemotelus och familjen vapenflugor. Inga underarter finns listade i Catalogue of Life.